# 印度尼西亚—利比里亚关系
印度尼西亚—利比里亚关系正式建立于1965年，然而直到2013年两国关系才开始深化。这一年双方国家元首互访，标志着双边关系的加强。印度尼西亚在利比里亚蒙罗维亚设有名誉领事馆。

## 历史
利比里亚代表团于1955年出席在万隆举行的萬隆會議，开启了两国关系的先河。印尼与利比里亚于1965年正式建立外交关系，但直到2013年两国元首才开始互访。2013年1月31日至2月2日，印尼总统苏西洛·班邦·尤多约诺访问利比里亚首都蒙罗维亚，随后利比里亚总统埃伦·约翰逊·瑟利夫于2013年3月24日至27日对印尼进行了国事访问。除了访问雅加达以加强双边关系外，瑟利夫总统还前往巴厘岛，出席了联合国“2015年后发展议程杰出人士高级别小组”第四次会议。

## 合作
两国合作主要聚焦于发展项目，尤其是通过落实千年发展目标来实现。印尼已同意通过技术合作与能力建设在多个领域协助利比里亚，特别是在工业、农业、渔业、教育和人力资源开发方面。双方还同意加强贸易促进合作，并通过提供技术支持来提高利比里亚的水稻产量。

## 贸易
印尼与利比里亚双边贸易额大幅增长，从2011年的3090万美元增至2012年的3950万美元。2023年，利比里亚向印度尼西亚出口了3210万美元的商品，其出口的主要产品是客船和货船（1930万美元）、可可豆（1270万美元）和恒温器（4.12万美元）。而同年印尼向利比里亚出口了4450万美元的商品，其出口的主要产品是棕榈油（2390万美元）、其他植物残渣（399万美元）和肥皂（281万美元）。

## 相关链接
- 印尼驻塞内加尔大使馆首页